# Concierge
Concierge (IPA: [kɔ̃ˈsi̯ɛʁʃ], anhörenⓘ, auch: [kɔ̃ˈsi̯ɛʁʒə]; französisch: [kɔ̃ˈsjɛʁʒ]) wurde in Frankreich ursprünglich der Torhüter oder Pförtner einer Burg genannt. Die Bezeichnung ging unter Hugo Capet und bis zu Ludwig XI. auf einen hohen Beamten des Königshauses über und – nachdem die Burgen ihre Wehrfunktion verloren hatten und als Gefängnisse dienten – auch auf Gefängniswärter. Heute ist die französische Berufsbezeichnung „Gardien“ bzw. „Gardienne“ („Wächter“/„Wächterin“); man versteht darunter Hausmeister, Hauswarte oder Pförtner eines Wohnhauses.
In der Luxushotellerie bezeichnet Concierge in vielen Ländern der Welt einen Beruf, der sich teilweise mit dem des Rezeptionisten in anderen Hotelkategorien überschneidet, jedoch weiter geht. Ein Concierge versteht sich selbst als Türöffner für Kundenwünsche und das teils städte- und länderübergreifend im Austausch mit anderen Hotels.
Im deutschsprachigen Raum bezeichnen Concierge-Service oder Personal Assistance Service eine intensive und gegebenenfalls persönliche Betreuung von Mietern oder Besuchern.

## Etymologie
Die Wortherkunft ist nicht eindeutig geklärt. Vermutlich leitet es sich von conservius bzw. servus ab, das in der lateinischen Umgangssprache Diener oder Sklave bedeutete.
Eine andere, oft zitierte Version leitet das Wort von dem „comte des cierges“ (deutsch: Graf der Kerzen) her, wie der Kerkermeister genannt worden sei, dessen Reich durch Kerzen beleuchtet war. Dies ist wenig plausibel, da erstens das Wort schon viel früher gebräuchlich war und zweitens in Kerkern mit ziemlicher Gewissheit keine kostspieligen Wachskerzen zur Anwendung kamen, sondern Talglichter (frz.: „chandelle“) oder Fackeln. „Comte des cierges“ könnte – unter Vorbehalt – eine Bezeichnung für den für die Versorgung des königlichen Hauses zuständigen früheren Hofverwalter gewesen sein, dem unter anderem die Anschaffung der Kerzen oblag, doch ist dies historisch nicht belegt. Näher liegt die Hypothese, dass „comte des cierges“ eine volkstümliche Verformung oder Verballhornung des Wortes „concierge“ war.

## Geschichte

### Der Concierge im Mittelalter
Das mittelalterliche Amt des concierge du palais, auch concierge-bailli du palais und seit 1461 nur noch bailli du palais (etwa: Palastverwalter, Burgvogt) ist in Frankreich seit dem Jahr 988 nachgewiesen. Es entsprach in etwa dem Amt des früheren Hausmeiers, wobei die Justizgewalt des „concierge“, der als Vertreter des Königs die hohe Gerichtsbarkeit auszuüben berechtigt war und in seinem Namen vor dem Gericht auftrat, sich auf die Königsburg und ihre nähere Umgebung beschränkte. Er hatte ferner die absolute Schlüsselgewalt und beaufsichtigte den Torhüter (Pförtner) und die Schildwachen.
Als die im Herzen von Paris auf der Seineinsel Île de la Cité gelegene Burg um 1286 zu Beginn der Herrschaft von Philipp IV. dem Schönen von Enguerrand de Marigny erneuert wurde, nahm das in einem der Tortürme eingerichtete Logis des concierge den Namen Conciergerie an, den dieser älteste Teil des heutigen Palais de la Cité auf der Seineinsel Île de la Cité im Herzen von Paris noch immer trägt.
Schließlich verlegte das Königshaus im Jahr 1358 seinen Wohnsitz und gab die alte Burg auf, in welcher der Rechnungshof und die Kanzlei zurückblieben, der Gerichtshof (frz.: parlement) tagte und die befestigte Conciergerie als Kerker diente.

### Der Concierge als Gefängniswärter

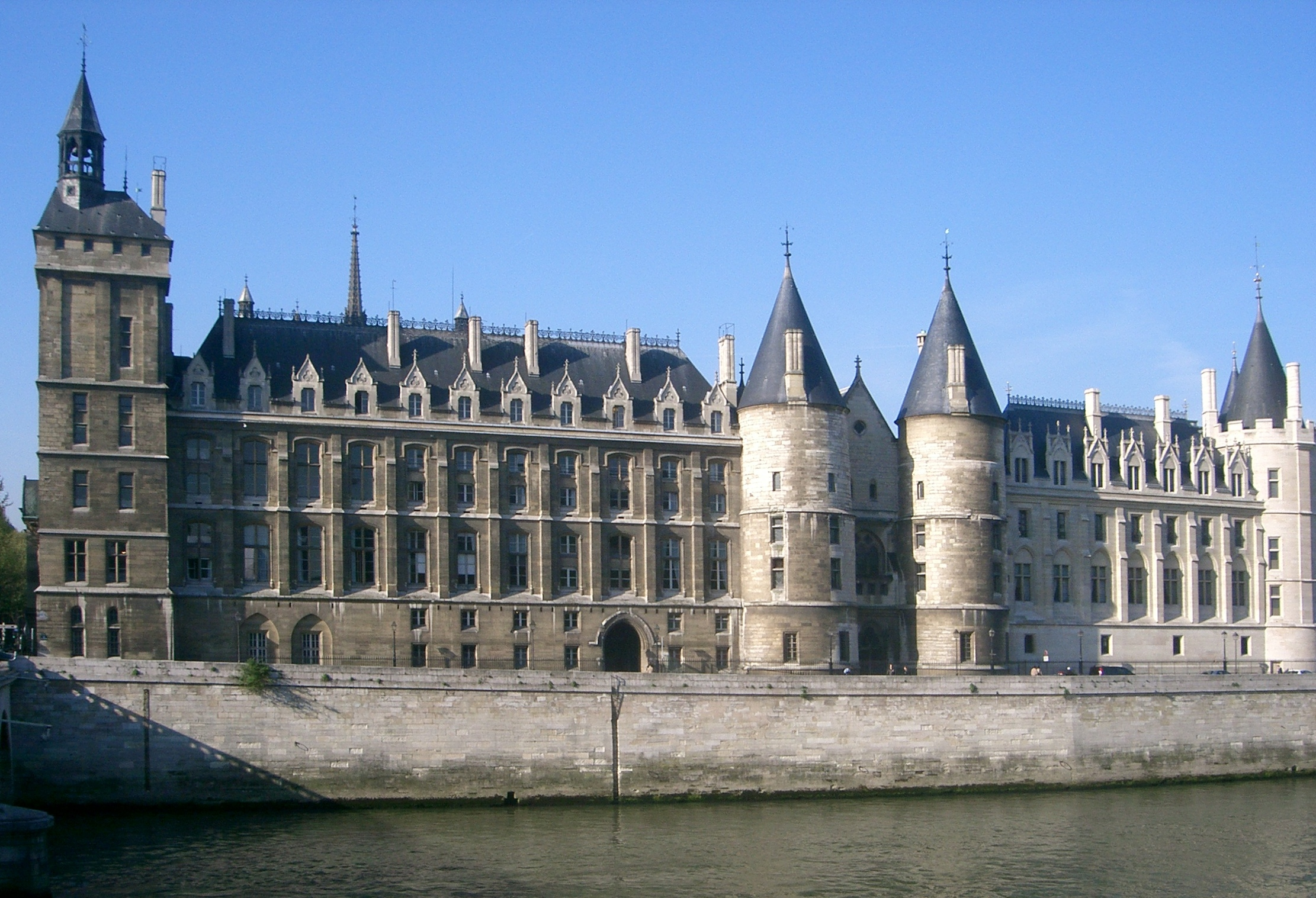
Paris: Conciergerie, ehem. Königspalast (Ende 13. Jh.)

Im Laufe der Zeit ging die Bezeichnung „concierge“ von dem königlichen Haus- und Hofverwalter auf die Wärter der zu einem Gefängnis umfunktionierten Conciergerie über, später auch auf die Wärter anderer Gefängnisse. Die Aufgabe dieses concierge de prison (Gefängnis-Concierge) bestand darin, die Bewachung und Versorgung der Gefangenen zu gewährleisten, die Ein- und Ausgangsregister sowie eine doppelte Buchhaltung der Ausgaben für jeden Tag zu führen, den ein Insasse im Gefängnis verbrachte. Für die Bewachung von 200 bis 300 Gefangenen verfügte der Kerkermeister der Conciergerie im 17. Jahrhundert allerdings nur über einen Personalstamm von durchschnittlich etwa 12 bis 15 Personen: „fünf oder sechs Türschließer (frz.: „guichetier“, wörtlich: Klappenwärter), zwei Helfer, den Kaplan, den Apotheker, den Arzt, den Chirurgen, etwa 15 Personen, bei Einrechnung der Familie des Concierges“.
Die zahlenmäßige Unterlegenheit wurde in der Regel durch Brutalität, Einschüchterung und sonstigen Machtmissbrauch ausgeglichen. Zu besonders trauriger Berühmtheit gelangten die concierges de prison der verschiedenen französischen Gefängnisse in den Zeiten der Terrorherrschaft während der französischen Revolution, als allein in der Pariser Conciergerie in nur wenigen Monaten mehr als 2.700 Unglückliche der Vollstreckung ihres Todesurteils unter der Guillotine entgegensahen.

## Der oder die Concierge als Hausmeister
Französische concierges d’immeuble („Gebäude-Concierge“) sind wie deutsche Hausmeister in privaten, gewerblichen oder öffentlichen Objekten für die Ordnung, Sicherheit, Sauberkeit und Instandhaltung zuständig. Dafür sind handwerkliche Fähigkeiten wie auch soziale Eigenschaften nötig. Betreute Objekte können Büro- oder Wohnhäuser, Schulen, Studentenwohnheime, Betriebe usw. sein.
In Frankreich ist der Beruf, heute offiziell „Gardien“ bzw. „Gardienne“, gesetzlich geregelt, der Berufsstand in der nationalen Hausmeister-Gewerkschaft Snigic zusammengeschlossen. Richtlinien für Arbeits- und Lohnverhältnisse sind in einem Tarifvertrag festgelegt. Ca. zwei Drittel der den Beruf Ausübenden sind Frauen. Traditionell übernahmen in Paris zugewanderte Portugiesen die  entsprechenden Stellen. Seit ca. 1990 wurden in Frankreich fast 30.000 Concierge-Stellen gestrichen; derzeit (Anfang 2017) gibt es 52.000.
Der Pariser Concierge, die in Frankreich in vielen Wohnhäusern in ihrer hinter dem Wagentor oder der Haustür gelegenen Hausmeisterloge oder im Treppenhaus anzutreffen ist, setzte der französische Schriftsteller Eugène Sue in dem Feuilleton-Roman Les mystères de Paris („Die Geheimnisse von Paris“) in der Gestalt der Madame Pipelet ein karikaturales Denkmal, mit dem Ergebnis, dass noch heute ein geschwätziges weibliches Wesen in Frankreich als „pipelette“ bezeichnet wird.
Die Schilderung des Alltagslebens der Concierge Renée Michel im vornehmen Faubourg Saint-Germain, die ihre Belesenheit sorgfältig vor den Hausbewohnern verbirgt, ist Inhalt des Romans Die Eleganz des Igels (2006) der französischen Autorin Muriel Barbery. Die französische Originalfassung L’Élégance du hérisson entwickelte sich unerwarteterweise zum Kassenschlager. Mona Achache verfilmte das Werk 2008 mit Josiane Balasko in der Hauptrolle unter dem französischen Titel L’Hérisson (2009); die deutsche Fassung Die Eleganz der Madame Michel erschien 2010.

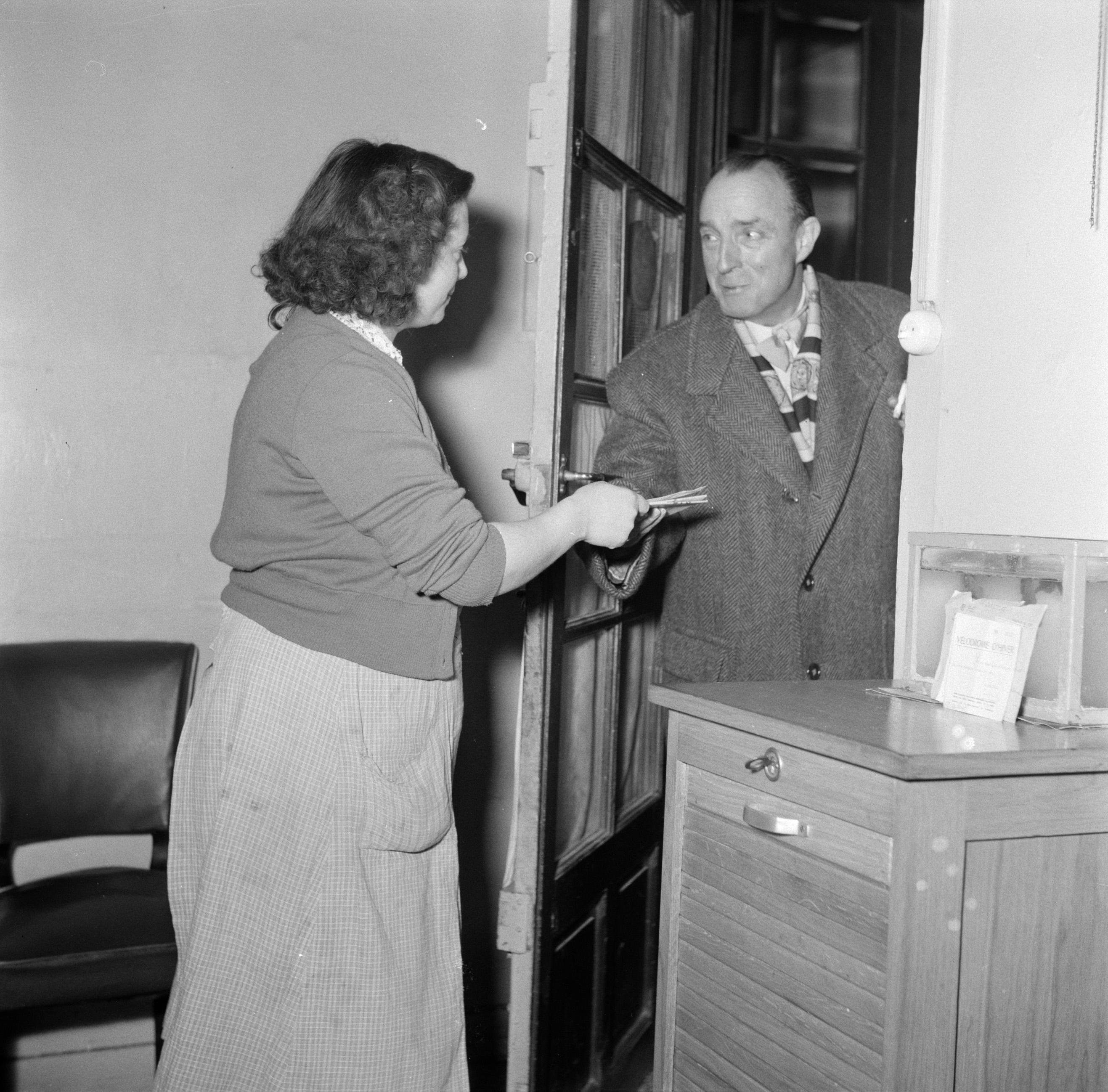
Hausmeisterloge in Paris, 1936. Concierge beim Überreichen von Briefen.

Das Bild, das sich Fremde von der Pariser Concierge machen, gehört zu den typischen Klischeevorstellungen, nicht zuletzt durch ihr Auftreten in vielen Filmen, wo die „Loge“ sowie die Nachrichten und Post entgegennehmende und weiterleitende Hausmeisterin wie auch im wahren Leben das verbindende beziehungsweise soziale Element zwischen dem öffentlichen und dem privaten Raum darstellt. Ihren Protest gegen das von der Filmbranche verfälschte Bild brachten die französischen Concierges im Mai 1990 durch eine Demonstration auf den Treppen des Filmfestival-Palastes in Cannes zum Ausdruck.
Nach den IS-Terroranschlägen am 13. November 2015 in Paris zeichnete die Bürgermeisterin Anne Hidalgo mehrere Concierges für ihren Einsatz, Mithilfe für Opfer und Flüchtende sowie die Unterstützung der Rettungskräfte mit einer Medaille als Anges-Gardiens („Engels-Hausmeister“) aus.

## Verwendung des Wortes im deutschen Sprachgebrauch: der Concierge-Service
In Deutschland haben mittlerweile Wohnungsbau- und Immobilien-Gesellschaften sowie Hausverwalter das französische Wort „Concierge“ und die englische Bezeichnung „Doorman“ aufgegriffen. In diesem Zusammenhang steht es für Aufsichts- und Dienstpersonal, das sowohl in Wohnhäusern eingesetzt wird, die in Problemgebieten liegen, als auch in luxuriösen Appartement-Immobilien. Erklärtes Ziel im ersten Fall ist es, die Sicherheit zu gewährleisten und der Verwahrlosung vorzubeugen, im zweiten, darüber hinaus die Attraktivität der Immobilie durch serviceorientiertes Personal zu steigern, das neben den üblichen Hausmeisteraufgaben dem Mieter „rund um die Uhr“ für Dienstleistungen wie Fahrdienst, Erledigung von Einkäufen und Botengängen, Restaurantreservierungen, Versorgung von Haustieren, Entrümpelung und dergleichen mehr zur Verfügung stehen soll. Im ersten Fall entspricht die Leistung in etwa der einer traditionellen, aber ständig vor Ort anwesenden „Wach- und Schließgesellschaft“, aus der zweiten Komponente hat sich ein Dienstleistungskonzept herauskristallisiert, für das sich die Bezeichnung „Concierge-Service“ durchsetzt. Im gehobenen Einzelhandel, bei Banken und im Transportgewerbe setzt sich für den Begriff Concierge eher der Begriff und die Funktionsbeschreibung Doorman oder Welcome Management durch.
Die aus diesen Dienstleistungen entstehenden, zum Teil erheblichen Kosten sind jedoch nicht als Betriebskosten auf den Mieter umlegbar, sondern bedürfen zur Überbürdung auf den Mieter einer besonderen, ausdrücklichen und vertraglich festgelegten Vereinbarung zwischen dem Vermieter oder Hausverwalter und dem Mieter, der sich darin zur freiwilligen Übernahme dieser Kosten bereit erklären muss.
Es ist eine kontrovers diskutierte Frage, ob Service und Dienstleistungen das Wohnen wirklich bereichern oder nur teurer, belastender und erdrückender machen. Im konventionellen Wohnungsbau hat Dienstleistung schließlich einen ganz anderen Stellenwert als im Betreuten Wohnen, im Wohnstift oder im Pflegeheim. Im Betreuten Wohnen ist der Service nämlich identisch mit notwendiger Pflegeleistung und Hilfestellung, die Menschen aufgrund ihrer aktuellen Lebenssituation im Alter benötigen. Diese haushaltsnahen Dienstleistungen sind schlichtweg erforderlich. Häusliche Dienstleistungen im regulären Wohnungsbau hingegen können oder wollen sich in Deutschland bislang nur wenige leisten. Bei der Mehrheit der Menschen fehlt aktuell die Akzeptanz, Beiträge für anfallende Tätigkeiten zu zahlen, die auch selber erledigt werden können. Dennoch vermuten viele Projektentwickler, dass der Wunsch nach individuell wählbaren haushaltsnahen Dienstleistungen (z. B. Wäsche- und Bügelservice, Wohnungsreinigung, Einkaufsservice, Catering usw.) auf Abruf in Zukunft durch alle Generationen hindurch steigen wird.
Durch die hohen Personalkosten, die ein Concierge in der Hotellerie oder in Privatimmobilien verursacht, gehen die Bestrebungen im Zuge der digitalen Revolution zunehmend dahin, den Concierge durch den Einsatz von neuen Medien teilweise oder ganz zu ersetzen.

## Der Concierge im Hotelgewerbe

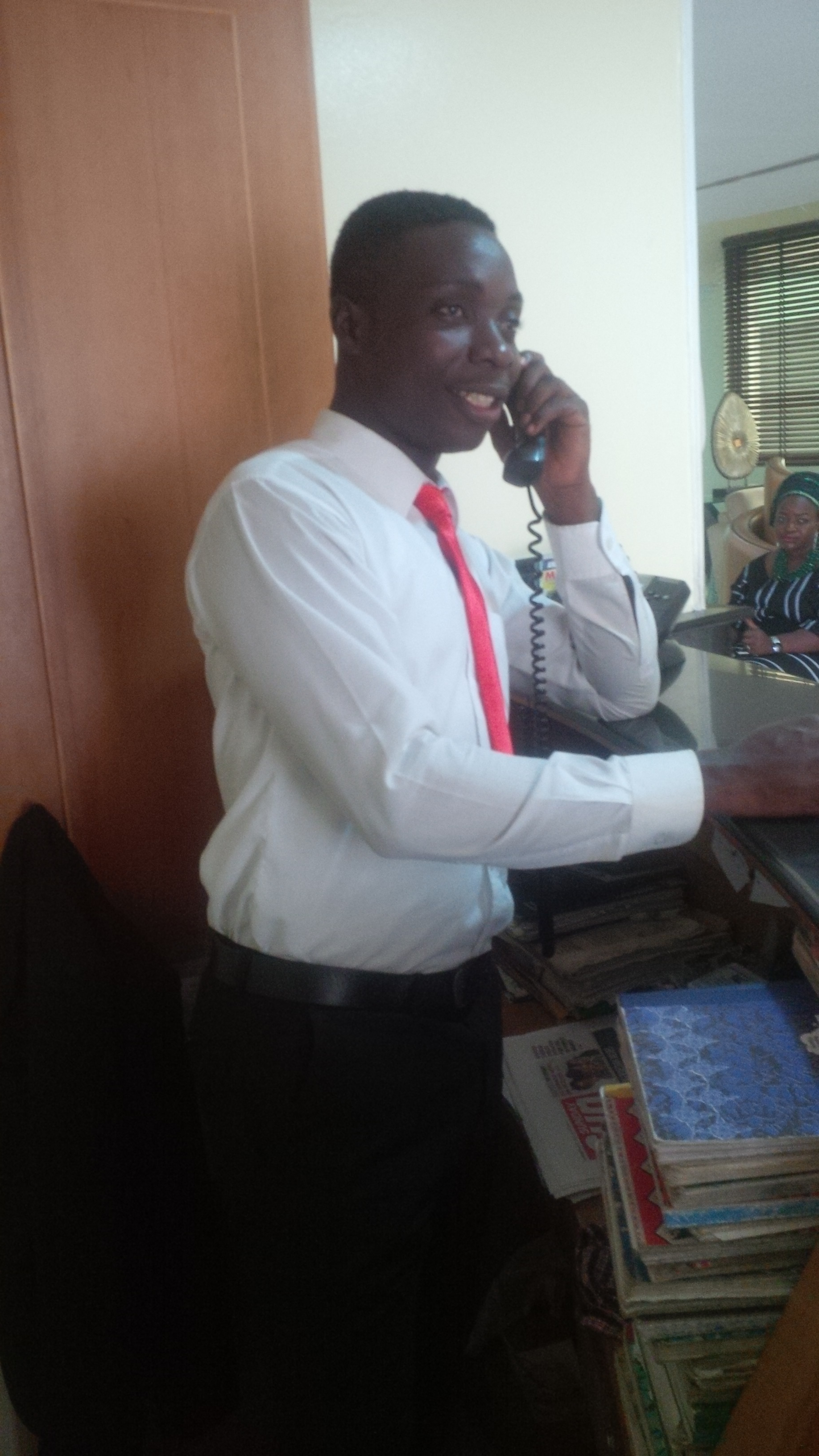
Hotel-Concierge in Lagos (Nigeria)

Erkennungssymbol eines Concierge: Die gekreuzten Schlüssel als „Türöffner“

Der sogenannte Hotel-Concierge findet hauptsächlich Beschäftigung in der Luxushotellerie und ist mit einem eigenen Schalter oftmals in der Nähe der Rezeption verortet. Während diese sich insbesondere um Check-in, Check-out und andere Hotellerie-bezogene Angelegenheiten im engeren Sinne kümmert, steht der Concierge den Gästen als Ansprechpartner für darüber hinausgehende Anfragen zur Verfügung; etwa für die Beratung und Buchung von Ausflügen, Transfers und Restaurants. Dabei verfügt er oftmals über besondere Kontakte, wodurch er als „Türöffner“ fungiert. Er steht im Dienste von Gästen mit zumeist höchsten Erwartungen, zu denen er manchmal – v. a. bei Stammgästen – ein enges Verhältnis aufbaut.
Der internationale Berufsverband der Hotel-Concierges ist die Union Internationale des Concierges d’Hotels mit dem Erkennungszeichen Les Clefs d’Or, eine Art Insigne in Form von zwei vergoldeten, übereinander gekreuzten Schlüsseln, die der Concierge am Revers trägt. Der Verband zählt 4.500 Mitglieder aus 34 Ländern (2007). Kandidaten für die Mitgliedschaft müssen ein Mindestalter erreicht haben, zwei Fremdsprachen oder mehr beherrschen, mindestens fünf Jahre „Hallendienst“ in einem Luxushotel nachweisen und eine Empfehlung von mindestens zwei Personen beibringen.
Über den Concierge hinaus gehende Leistungen erbringt nur noch ein persönlicher Butler, der jedoch heute in fast keinem Hotel mehr üblich ist.

## «Couple de Concierges»
Mittelgroße Anwesen um 1900 in Frankreich konnten nicht alleine von den Eigentümern bewirtschaftet werden und wurden an sogenannte  «Couple de Concierges» übertragen – verheirateten Paaren, die im Haus wohnten und für Hausarbeiten zur Verfügung standen.